# Thattai (instrumento)

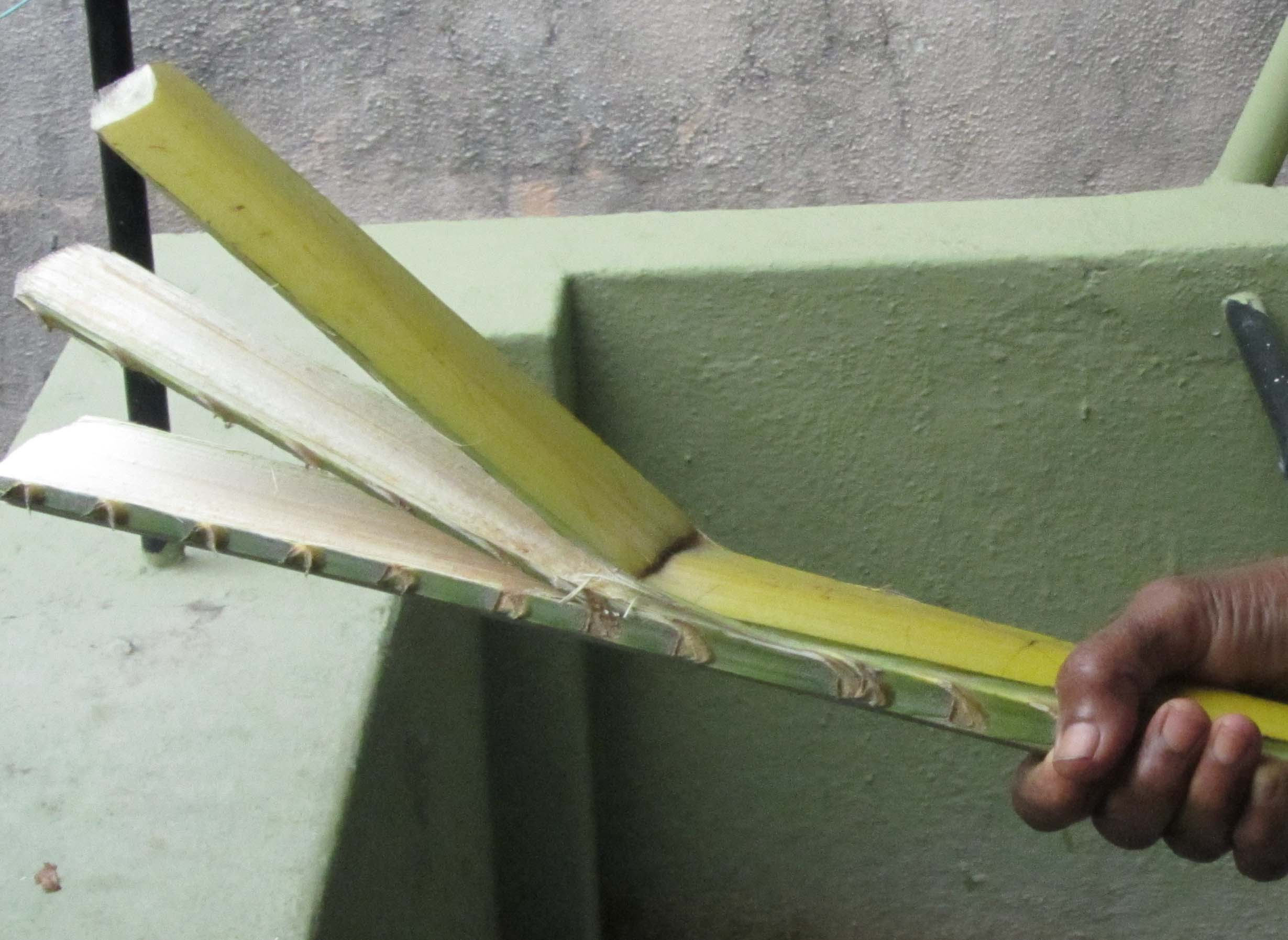
Thattai

El thattai es un instrumento de percusión indio, que pertenece a las familia de los idiófonos. Consiste en un tubo de caña, en que el extremo tiene tres lengüetas (dos de ellas libres) que producen un sonido percusivo cuando el eje se agita con una mano. El thattai se usa como juguete o como instrumento de acompañamiento rítmico.